# Sergeant Major of the Army
Sergeant Major of the Army (SMA) är den högsta underofficersgraden i USA:s armé, vars ende innehavare ex officio har en särskild befattning. Befattningshavaren är placerad i Pentagon och fungerar som rådgivare i frågor som rör underofficerare och meniga till arméstabschefen och arméministern.

## Innehavare
| Nr | Namn                  | Bild | Tillträde | Avgång |
| -- | --------------------- | ---- | --------- | ------ |
| 14 | Raymond F. Chandler   |      | 2011      | ----   |
| 13 | Kenneth O. Preston    |      | 2004      | 2011   |
| 12 | Jack L. Tilley        |      | 2000      | 2004   |
| 11 | Robert E. Hall        |      | 1997      | 2000   |
| 10 | Gene C. McKinney      |      | 1995      | 1997   |
| 9  | Richard A. Kidd       |      | 1991      | 1995   |
| 8  | Julius W. Gates       |      | 1987      | 1991   |
| 7  | Glen E. Morrell       |      | 1983      | 1987   |
| 6  | William A. Connelly   |      | 1979      | 1983   |
| 5  | William G. Bainbridge |      | 1975      | 1979   |
| 4  | Leon L. Van Autreve   |      | 1973      | 1975   |
| 3  | Silas L. Copeland     |      | 1970      | 1973   |
| 2  | George W. Dunaway     |      | 1968      | 1970   |
| 1  | William O. Wooldridge |      | 1966      | 1968   |

## Gradbeteckning
|         |         |      |
| 1966-79 | 1979-94 | 1994 |